# Glover (Vermont)
Pour les articles homonymes, voir Glover.
Glover est une ville américaine située dans le comté d'Orleans dans l'État du Vermont. En 2000, sa population était de 966 habitants.

## Source de la traduction
- (en) Cet article est partiellement ou en totalité issu de l’article de Wikipédia en anglais intitulé « Glover, Vermont » (voir la liste des auteurs).